# 擬黑身裸胸鯙
擬黑身裸胸鯙（学名：Gymnothorax pseudomelanosomatus）也作拟黑身裸胸鳝，是海鳝科裸胸鳝属的一种。模式标本采集自台湾台东县長濱鄉沿岸海域。

## 鉴别特征
模式标本雄性，全长（TL）675毫米，体型细长，身体和鳍呈灰褐色，无斑纹；肛门在身体中部之前，臀鳍前长为全长的7.3%；头长为全长的1.3%；鳃孔处体高为全长的0.5%。齿单列，很少，长，针状。平均脊椎骨形式为7-89-206。